# Segestrioides copiapo
Segestrioides copiapo is een spinnensoort uit de familie Diguetidae. De soort komt voor in Chili.